# Vitellia
Vitellia (Roma, 58 – Roma, 75) è stata una nobildonna romana.

## Vita

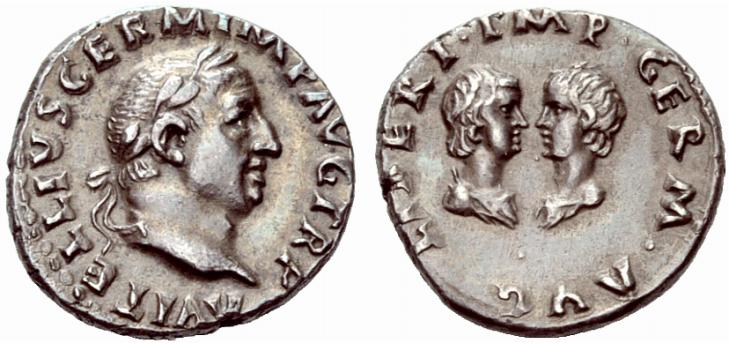
Moneta con le raffigurazioni di Aulo Vitellio e dei figli Vitellio Germanico e Vitellia

Vitellia era la figlia dell'imperatore Aulo Vitellio, nata dal secondo matrimonio dell'imperatore con Galeria Fundana. Aveva un fratello, Vitellio Germanico, e un fratellastro, Vitellio Petroniano, figlio di primo letto del padre.
Quando, nel 69, suo padre cominciò la lotta per conquistare il potere, Vitellia era con la madre a Roma. Andato in guerra Vitellio, l'imperatore Otone adottò misure per proteggere e garantire la sicurezza della famiglia del suo avversario.
Dopo la prima battaglia di Bedriaco nella quale Vitellio sconfisse Otone, la moglie e i figli vennero da lui a Lugdunum. In questa occasione, stando a Tacito Vitellio si scelse come genero il legato della provincia belgica Decimo Valerio Asiatico.
Dopo l'assassinio di Vitellio, il nuovo imperatore Vespasiano prese Vitellia sotto la sua ala protettrice, dandole una dote, una casa e cercandole un buon marito . 
Alla fine, sposò il senatore Decimo Valerio Asiatico, da cui ebbe un figlio, Marco Lollio Paolino Decimo Valerio Asiatico Saturnino. In seguito, si risposò con Libo Rupilio Frugi, da cui ebbe una figlia, Rupilia Faustina (che sposò Marco Annio Vero).